# Junta Europea de Risc Sistèmic
La Junta Europea de Risc Sistèmic (JERS) és un organisme independent de la Unió Europea encarregat de vetllar per la salvaguarda general de l'estabilitat financera mitjançant l'exercici de la supervisió macroprudencial a nivell comunitari.

## Història
La crisi financera d'octubre de 2008 va posar en relleu nombroses deficiències en matèria en supervisió financera. Com a resposta a aquesta crisi, la Comissió va encarregar a un grup dirigit per Jacques de Larosière l'elaboració de recomanacions dirigides a reforçar el dispositiu de supervisió financera europeu. El 25 de febrer de 2009, el grup de Larosière va presentar un projecte pel que es posarà en marxa un nou sistema.
Alertava l'esmentat informe de la complicació que va posar en relleu la crisi, és a dir, la insuficiència dels sistemes nacionals de supervisió financera i macroeconòmica, així com les deficiències d'uns mecanismes massa febles en matèria de supervisió macrofinancera transfronterera a nivell europeu. Al marc del nou escenari sorgit després de la crisi, semblava essencial disposar de capacitat per determinar els riscs per a l'estabilitat i instaurar un sistema d'alerta eficaç. El dispositiu macroprudencial aleshores vigent es trobava massa fragmentat, i la Comissió Europea va presentar una proposta legislativa al Parlament Europeu i al Consell per elaborar un nou marc reforçat de supervisió a nivell europeu. Aquesta estructura va entrar en funcionament l'1 de gener de 2011.

## Funcions
La JERS no disposa de competències jurídiques vinculants, però té genèricament assignades les següents funcions:
- reunir informació i detectar amenaces potencials;
- classificar els riscs d'acord amb la seva gravetat;
- emetre alertes, arribat el cas;
- formular recomanacions en cas necessari;
- fer un seguiment de les mesures adoptades;
- cooperar amb el Fons Monetari Internacional, el Consell d'Estabilitat Financera i les autoritats equivalents de tercers països.

## Estructura i composició
La Junta Europea de Risc Sistèmic forma part integrant del marc jurídic i institucional de la UE. La seva creació es fonamenta en els Tractats constitutius i és un organisme sense personalitat jurídica.
Els bancs centrals nacionals es responsabilitzen, d'acord amb la seva filosofia de funcionament desconcentrat, de la major part de la supervisió macroprudencial.
La JERS està composta per:
- el president del Banc Central Europeu, que el presideix;
- un vicepresident de la JERS escollit pels seus membres;
- els governadors dels bancs centrals dels 27 Estats membres de la Unió
- el vicepresident del BCE
- els presidents de les tres autoritats europees de supervisió;
- un membre de la Comissió Europea.

Cada uns dels governadors dels bancs centrals nacionals estarà acompanyat per un representant de les autoritats nacionals de supervisió, que actuarà en qualitat d'observador.